# Aglomerado (rocha)

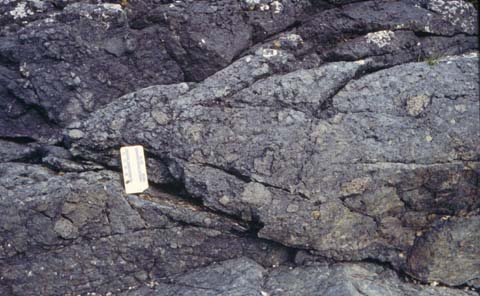
Um aglomerado de rocha vulcânica (USGS).

Aglomerado, ou aglomerado vulcânico, é um tipo de rocha ígnea vulcânica formada quase totalmente por piroclastos, dos quais mais de 75% devem ser bombas vulcânicas, e outros fragmentos angulares ou arredondados de lava consolidada, de variadas formas e tamanhos, que se forma em associação a escoadas lávicas.

## Descrição
Alguns geólogos classificam os aglomerados como bombas, blocos e brechas. Em observação superficial parecem conglomerados sedimentares, mas a sua origem é completamente diferente.